# 下向きTHEダイヤモンド
下向きTHEダイヤモンド（したむきザダイヤモンド）とは、主に近畿圏で配布されていた全12ページ（2色刷り）月1回発行のフリーペーパー。

## 概要
2006年8月25日に第1号が発行され、2009年5月25日発行の29号をもって一時休刊状態になっている。
一貫した内容として世の中に対し、いかに役にたたない情報を提供できるかということに主眼がおかれた誌面作りとなっている。

## 編集部員
編集部員は主に6人（校正係を含めると7人）で編集作業を行っていた。
編集長ラリー・フィーフィー（男 / カフェバー経営者）担当：企画・編集・執筆・営業
副編集長もっさん（男 / グラフィックデザイナー）担当：誌面制作
編集部員
- ペトロフ（男 / バー経営者）担当：企画・ポエム
- 大ちゃん（男 / お好み焼き屋店主）担当：イラスト
- ジョディー（女 / イラストレーター）担当：イラスト
- みーむー（女）担当：コラム

校正歴代3人の人間が行っていた。（主婦→OL→非常勤国語教師）

## 編集作業の流れ
まずは月末に編集長の店舗にて深夜から編集会議が開かれる。そこで徹底的なブレストを行い企画の輪郭が出来上がる。
それをもとに編集長が記事化していく。記事の内容によっては部員同士で割り振ることもあるが、基本的には編集長が一人で記事を作ることが多い。
原稿完成後、副編集長のレイアウト作業を経て、校正→校了となる。

## 誌面構成
様々な試行錯誤のもと、だいたい8号ぐらいである程度の構成が固まっていった。
表紙大ちゃんのイラストで飾られる。
特集号ごとでその時々の特集記事を企画。
- 例1 - 合衆国大統領への道（大統領就任を夢見た浪速育ちの男が、その夢を3人の息子に託し大統領になるための訓練を徹底的に叩き込むという物語）
- 例2 - 「非食パン」の闇の歴史のついて徹底取材。

レギュラー記事各編集部員の担当連載記事
- みーむー担当 「アンタ今、私のコト抱きたいって思ったでしょ?」「核家族に生まれて」（みーむーによる赤裸々コラム）
- ジョディー担当 「ヅラ紀行」（街で見かけたかわいいヅラのスナップ写真）
- 大ちゃん担当 「マンガ」（時代と半歩ズレた新感覚マンガ）
- ペトロフ担当 「ペトロフの詩（うた）」（独自目線のファンタジスタポエム）
- 編集長担当 「Wanderfll world」「シェイク イット ジェイク」（連載小説）

準レギュラー記事不定期に連載された記事
- 下向き国語辞典 - 真の国語とは?新明解国語辞典にはない新解釈の次世代国語辞典
- 放置新聞 - 独自取材による世の中のニュースを紹介
- TV欄 - 新聞には掲載できない独自放送局の放映情報を不定期掲載

## 各号紹介
1号から29号の概要を紹介する。

### 1号
2006年8月25日発行

### 2号
2006年9月25日発行
- 特集：下翼（かよく）ゲリラの実態
- 技術屋達（おとこたち）の咆哮（第2回シーチキン）
- 毛大全
- 7つの間違いコーナー
- 今月の幸運のポーズ
- UMA 人魚についての報告書
- 現代若者用語解説
- みんなの伝言板
- 下向き大人相談室
- 小説「Wanderfll world」（第2回）
- ペトロフの詩（うた）「珊瑚礁」

### 3号
2006年10月25日発行
- 特集：代理旅行店
- ユーキャント
- 下翼（かよく）ゲリラの実態「進藤君からの手紙」
- サイコロ人生ゲーム
- 技術屋達（おとこたち）の咆哮（第3回ビデオ規格戦争）
- ラジオ体操 第7
- 小説「Wanderfll world」（第3回）
- ペトロフの詩（うた）「海苔」

### 4号
2006年11月27日発行
- 特集：東京特許許可局
- タイアップ広告：下向きザダイヤモンドシティOPEN！
- 下翼（かよく）ゲリラの実態「下翼原理主義の台頭」
- 読者公募企画：おーい紅茶川柳「不幸」
- 小説「Wanderfll world」（第4回）
- ペトロフの詩（うた）「音色」

### 5・6号
2006年12月22日発行（年末特別合併号16ページ構成）
- 特集：スクープ「兵器研究開発施設の全貌」
- 下翼（かよく）ゲリラの実態「下向きTHEダイヤモンド強奪および無断配布事件」
- Wanderfll world ノストロモGO塗り絵
- 連呼語辞典
- 4コマ漫画：バンジー木林のそれいっちょ。やってみっか。「大相撲その1・2」
- 今年の漢字「妹」
- 読者公募企画：おーい紅茶川柳「嫉妬」
- 小説「Wanderfll world」（第5回）
- ペトロフの詩（うた）「うるうる」